# Tom a Viv
Tom a Viv je dramatický film z roku 1994, jehož režie se ujal Brian Gilbert. Je inspirován stejnojmennou divadelní hrou britského dramatika Michaela Hastingse z roku 1984 o milostném životě amerického básníka Thomase S. Eliota. Hlavní role hrají Willem Dafoe, Miranda Richardson, Rosemary Harris, Tim Dutton a Nickolas Grace. 

## Obsazení
- Willem Dafoe jako Thomas S. Eliot
- Miranda Richardson jako Vivienne Haigh-Wood Eliot
- Rosemary Harris jako Rose Robinson Haigh-Wood
- Tim Dutton jako Maurice Haigh-Wood
- Nickolas Grace jako Bertrand Russell
- Geoffrey Bayldon jako Harwent
- Clare Holman jako Louise Purdon
- Philip Locke jako Charles Haigh-Wood
- Joanna McCallum jako Virginia Woolf
- Joseph O'Conor jako Oxfordský biskup
- John Savident jako Sir Frederick Lamb
- Michael Attwell jako W.I. Janes
- Sharon Bower jako Tajemník
- Linda Spurrier jako Edith Sitwell
- Roberta Taylor jako Ottoline Morrell
- Christopher Baines jako Kostelník

## Přijetí

### Tržby
Film vydělal 538 534 dolarů.

### Ocenění a nominace
| Ocenění                       | Kategorie                                      | Nominovaní         | Výsledek  |
| ----------------------------- | ---------------------------------------------- | ------------------ | --------- |
| Filmová cena Britské akademie | Nejlepší britský film                          |                    | nominace  |
| Filmová cena Britské akademie | Nejlepší ženský herecký výkon v hlavní roli    | Miranda Richardson | nominace  |
| National Board of Review      | Nejlepších deset filmů                         |                    | vítězství |
| National Board of Review      | Nejlepší ženský herecký výkon v hlavní roli    | Miranda Richardson | vítězství |
| National Board of Review      | Nejlepší ženský herecký výkon ve vedlejší roli | Rosemary Harris    | vítězství |
| Oscar                         | Nejlepší ženský herecký výkon v hlavní roli    | Miranda Richardson | nominace  |
| Oscar                         | Nejlepší ženský herecký výkon ve vedlejší roli | Rosemary Harris    | nominace  |
| Zlatý glóbus                  | Nejlepší ženský herecký výkon (drama)          | Miranda Richardson | nominace  |